# Кытат (посёлок)
Кытат — посёлок в Большеулуйском районе Красноярского края. Административный центр Кытатского сельсовета.

## География
посёлок находится в западной части края, в подтаёжно-лесостепном районе лесостепной зоны, в междуречье рек Кытат и Чемурда, у одноименной железнодорожной станции Красноярской железной дороги, на расстоянии приблизительно 40 километров (по прямой) к северо-востоку от Большого Улуя, административного центра района. 
Климат
Климат характеризуется как резко континентальный, с продолжительной морозной зимой и коротким тёплым летом. Средняя температура воздуха самого тёплого месяца (июля) составляет 17,9 °C (абсолютный максимум — 38 °C); самого холодного (января) — −18,2 °C (абсолютный минимум — −61 °C). Продолжительность безморозного периода составляет в среднем 105 дней. Среднегодовое количество атмосферных осадков составляет 474 мм, из которых 341 мм выпадает в период с апреля по октябрь.

## Население
| 2010 |
| ---- |
| 462  |

Национальный состав
Согласно результатам переписи 2002 года, в национальной структуре населения русские составляли 43 %.
В 1926 году население составляло 158 человек, татары.